# Arturówek
Arturówek – osiedle w Łodzi położone w dzielnicy Bałuty.

## Historia
Obszar dzisiejszego Arturówka był zamieszkany już przez przedstawicieli kultury przeworskiej, co potwierdziły luźne znaleziska odkryte przez archeologów.
Na przełomie XIX i XX wieku zaczął przekształcać się w podmiejskie osiedle willowo-letniskowe, którą to funkcję pełni do dziś.
Od 1867 w gminie Radogoszcz w powiecie łódzkim. W okresie międzywojennym należały do powiatu łódzkiego w woj. łódzkim. 1 września 1933 utworzono gromadę (sołectwo) Arturówek w granicach gminy Radogoszcz, składającej się ze wsi Arturówek i kolonii Radogoszcz (wieś Radogoszcz utworzyła odrębną gromadę). Podczas II wojny światowej włączony do III Rzeszy.
Po wojnie Arturówek powrócił na krótko do powiatu łódzkiego woj. łódzkim, lecz już 13 lutego 1946 włączono go wraz z całą gminą Radogoszcz do Łodzi.